# Albintimilium
Albintimilium ou Albium Intemelium était une cité ligure puis romaine située à Vintimille (Italie).

## Histoire
À l'Âge du fer, Albium Intemelium était la centralité des Ligures Intemelii (en) qui lui ont donné leur nom.
À partir du IIe siècle av. J.-C., une ville romaine s'est développé à côté de l'oppidum ligure, jusqu'à sa transformation définitive en municipe au Ier siècle av. J.-C.
Au moins jusqu’au VIIe apr. J.-C. Albintimilium était habité, avant le déplacement du centre-ville vers le col de Vintimille (actuelle vieille ville).
La ville romaine, mentionnées sur la table de Peutinger, était traversée par la via Julia Augusta, une voie romaine qui connectait la Ligurie à la Gaule transalpine.

### Chronologie du site
La découverte de l'Albintimilium romain eut lieu après le traité de Turin de 1860, qui permit l'utilisation du sable pour la construction de la gare internationale et de la nouvelle Vintimille moderne. Les fouilles furent initiées par l'archéologue et historien Girolamo Rossi.
Malheureusement, la législation régissant le secteur archéologique était encore imparfaite et autorisait les fouilles clandestines. La zone la plus touchée fut la nécropole, dont le mobilier funéraire enrichit les musées étrangers et les particuliers ; seule une petite partie des découvertes fut conservée dans le musée local naissant et à la Villa Hanbury.
Girolamo Rossi fouilla et découvrit une partie du théâtre en 1877, puis les thermes en 1900. En 1908, il synthétisa les résultats de ses recherches dans le volume I de Liguri Intemeli . Après sa mort, les premières fouilles systématiques furent menées entre 1915 et 1918 par la Surintendance des Antiquités du Piémont et de la Ligurie, sous la direction de Pietro Barocelli. Elles mirent au jour une grande partie du théâtre, les murs, les insulae au nord et 145 tombes de la nécropole. Le matériel de cette dernière fut réparti entre les musées de Vintimille, de Gênes et de Turin.
Après une période d'inactivité, les fouilles reprirent lors d'une série de campagnes dirigées par Nino Lamboglia de 1938 à 1976, interrompues seulement pendant les années de guerre. Lamboglia a également reconstitué l'histoire de toute la municipalité romaine d'Albintimilium.
Le site archéologique a été ouvert au public en 1980 et propose un antiquarium avec une riche sélection de trouvailles provenant des fouilles, les vestiges du théâtre et des thermes.

### Le théâtre
Le théâtre romain date de la fin du IIe  et du début du  IIIe siècle apr. J.-C. et se dresse à l'extrémité nord-ouest de la ville, près de la nécropole. Il est certain que des bâtiments existants, comme une partie du mur occidental et une partie de la tour sud de la Porta di Provenza, ont été démolis pour sa construction. Il a été découvert superficiellement en 1877 par Girolamo Rossi ; l'entreprise de Pietro Barocelli a poursuivi les travaux, mettant au jour environ les deux tiers du site. Les fouilles ont été achevées dans les décennies suivantes par Nino Lamboglia.

### Les routes
Comme toutes les villes fondées par les Romains, Albintimilium présente également un plan quadrangulaire en castrum, dont deux cardi et trois decumani ont été identifiés.

#### Decumani
Lors des fouilles de 1950, le decumanus maximus a été découvert, séparant les quartiers supérieurs, ligures-romains, des quartiers inférieurs, purement romains, jusqu'à la Porta di Provenza. Le decumanus maximus, large de 2,95 mètres, est bordé de deux trottoirs (crépidines) parfaitement conservés. Le pavage a été abandonné par les services municipaux vers le Ve siècle apr. J.-C., et 17 niveaux de trottoirs surélevés ont été construits dessus. De bas en haut, on distingue trois pavages :
- un niveau inférieur bien entretenu, qui chevauche les huit premiers niveaux ;
- un niveau intermédiaire, partiellement détruit, qui, comme certaines structures le long de la route, remonte à l'époque byzantine. Il semble creusé et occupé par des tombes disposées longitudinalement à la route ;
- un niveau supérieur, épais de 1,65 mètre, en pierre de La Turbie, qui occupait toute la longueur de la route. Au début du Moyen Âge, un muret longitudinal bas fut construit au-dessus, le privant de son rôle de voie de communication principale.

Lors des fouilles de 1930-1940, un decumanus plus petit (decumanus B) a été découvert plus au sud, large de 3,80 m et dépourvu de trottoirs. Il marque la limite du premier établissement romain et présente des successions de couches attribuables à des phases de construction spécifiques. Ce decumanus a été considérablement rétréci au IIe siècle apr. J.-C. et semble interrompu à l'est par la construction d'une insula.
Un troisième decumanus (decumanus A) a également été mis au jour. Il a été identifié comme étant la Via Julia Augusta, la seule voie carrossable de l'époque romaine en Ligurie occidentale.[7]

#### Cardi
Des fouilles ultérieures ont mis au jour deux cardos (A et B), parfaitement orthogonaux aux deux decumani.
Le cardo A fut initialement construit comme une route reliant le decumanus maximus à la mer ; il fut ensuite bordé de maisons (domus) datant de l'époque impériale, date à laquelle sa fonction publique cessa.
Le cardo B, malgré sa largeur considérable, a dû être considéré dès le début comme une rue piétonne secondaire. Jusqu'au Moyen-Empire, il était divisé en deux zones pour une fonction spécifique :
- La zone orientale présente une couche de terre battue superposée servant de trottoir.
- La zone occidentale présentait une large dépression pour canaliser l'eau.

Ce cardo perdit sa fonction à l'époque byzantine et fut considérablement rétréci.
Le cardo maximus devait partir de la porte sud, appelée « Porta Marina », et le forum devait être situé à son intersection avec le decumanus maximus.

#### Nécropole
Juste à l'extérieur de la ville, depuis la porte ouest, le decumanus maximus devint la « Via dei Sepolcri », qui traversait la vaste nécropole de la région, comprenant la nécropole occidentale, celle longeant le decumanus maximus à l'est, et celle du nord, de chaque côté de la route secondaire.
Ces tombes furent les premières découvertes lors des fouilles commencées en 1865 pour utiliser le sable afin de construire la Vintimille moderne. Cependant, les premiers objets découverts furent perdus lors de fouilles clandestines.
La plupart des tombes datent des deux premiers siècles de l'Empire. Les plus anciennes, les tombes à incinération, sont riches en objets datant de 1 à 160 apr. J.-C., exceptionnellement bien conservés grâce au sable. Les tombes plus récentes étaient des inhumations et contiennent un mobilier funéraire plus rare.
Certaines sépultures étaient regroupées dans des enclos familiaux, mais peu étaient véritablement monumentales.
Les tombes découvertes par Barocelli sont numérotées de 1 à 146, et elles contiennent des dizaines d'inscriptions et de stèles funéraires qui conservent certains des noms des familles les plus illustres d'Albintimilium. Après 1938, les tombes numérotées de 148 à 185 ont été découvertes par Lamboglia dans la zone du théâtre et le long du decumanus maximus[9].

#### Insulae et domus
Les insulae (condominiums) d'Albintimilium présentent chacune un plan rectangulaire de 25,90 x 9,60 m (84 x 32 pieds romains), dans le style urbanistique de l'époque républicaine. Elles présentent une série de murs superposés, construits selon différentes techniques ; au total, sept insulae ont été fouillées.
L'insula I, construite à l'époque impériale, se situait dans la zone de l'hôpital moderne, entre le cardo A et les decumani A et B. Suite à des rénovations remontant aux IIe  et  IIIe siècles apr. J.-C., elle a finalement interrompu les deux decumani et transformé l'insula II en une cour intérieure indépendante.
L'insula II abrite un petit bassin en maçonnerie qui recueillait l'eau pour alimenter une fontaine ronde, construite en pierres de taille régulières et finie au mortier de chaux. À côté, un autre bassin plus petit, qui servait d'abreuvoir, subsiste.
L'insula III a été découverte en 1951-1952 à l'est du decumanus B et, comme les autres, comprend des habitations sur des fondations plus anciennes ; des fragments de plâtre rouge et un plafond en bois brûlé subsistent de ces habitations.
L'insula IV est située à l'ouest du cardo B, mais les éléments découverts sont insuffisants pour reconstituer son plan ou documenter ses phases de rénovation.
L'insula V est occupée par la domus (habitation individuelle privée) de Cavalcavia. Les fouilles ont permis une exploration plus approfondie jusqu'au niveau le plus ancien. La partie la plus visible est la reconstruction du IIIe siècle apr. J.-C.
La façade principale de la domus fait face au decumanus maximus. Elle est divisée en trois parties : la partie centrale est occupée par le vestibule (fauces), et sur les côtés se trouvent deux boutiques (tabernae). Le vestibule, pavé de pierre de Turbie, menait à la porte d'entrée à trois panneaux (limen), qui menait à l' atrium, l'antichambre de la demeure. Il s'agit d'un atrium tétrastyle, parfaitement carré. Au centre, les bases des quatre colonnes de l' impluvium (bassin destiné à recueillir l'eau des gouttières de toit) sont encore visibles, bien qu'il soit possible qu'une fontaine ait pu s'y trouver.
Devant l'entrée se trouvait le tablinum, une pièce qui séparait l'avant et l'arrière de la maison. À droite de l' atrium se trouve une pièce qui servait probablement de salle à manger (triclinium), tandis qu'à gauche se trouve un escalier menant au ou aux étages supérieurs.
L'insula VI se trouve au sud du decumanus B et interrompt le cardo A.
L'insula VII est située au sud du decumanus B, entre les cardo B et C. Les découvertes suggèrent qu'il s'agissait également d'une domus.
Au nord du decumanus maximus, des fragments d'autres insulae ont été découverts. Ils sont omis de la liste car leur disposition n'est pas précise, suivant la pente de la colline.
Une autre domus partiellement intacte est la Domus Libanore, découverte en 1916 lors de la construction du péage ferroviaire. À l'intérieur, un sol orné d'une mosaïque romaine à motifs géométriques a été mis au jour.
Trois autres pièces de la domus ont été découvertes à proximité, la plus grande présentant un sol en mosaïque polychrome, appelé plus tard « mosaïque du Liban ». La mosaïque découverte est composée de tesselles de taille moyenne, principalement en marbre noir et blanc, avec quelques détails en tesselles rouges. Elle suit un schéma décoratif divisé en deux zones presque carrées, séparées par des motifs géométriques et entourées d'une bande de motifs végétaux. Chaque carré est divisé en demi-cercles et quarts de cercle contenant des représentations d'animaux marins (tritons), d'oiseaux, de masques féminins, de cupidons gladiateurs, ainsi qu'un ibis et une tête de Méduse au centre.
Le périmètre de la maison est également recouvert de mosaïque, mais il s'agit d'une rénovation ultérieure.
D'après son style, la domus daterait de la seconde moitié du Iere siècle après J.-C., tandis que le plan au sol est celui d'une domus augustéenne.[7]

#### Les thermes
Les thermes d'Albintimilium furent construits vers la fin du Ier siècle apr. J.-C. dans les quartiers ouest de la ville, sur les vestiges d'une insula de l'époque augustéenne. Ils se situent juste au sud du théâtre, en bordure des insulae occidentales.
La dernière rénovation des thermes remonte à l'époque de Dioclétien, avec le réaménagement de bâtiments existants qui avaient auparavant une fonction différente. La destruction des thermes eut lieu immédiatement après les invasions barbares du début du Ve siècle apr. J.-C.[10]
Les découvertes permettent de déduire que les thermes d'Albintimilium étaient un complexe de huit salles de dimensions considérables. Il est impossible de déterminer s'ils présentaient une séparation interne claire entre les espaces réservés aux femmes et aux hommes.
Dans l'ordre de découverte, deux salles (praefurnia) ont été découvertes. On y brûlait du bois pour créer l'air chaud qui alimentait l'hypocauste et ses poêles, entourés de blocs de grès réfractaire. On accédait à ces pièces par le haut, par un escalier en briques. Dans les deux praefurnia, un espace était laissé libre pour stocker le bois de chauffage ; les deux pièces possédaient également un niveau surélevé, probablement utilisé comme passage ou comme bassin d'eau chaude (tepidarium).
Les deux praefurnia sont directement reliées à deux hypocaustes, les systèmes de chauffage des pièces, reliés par un double conduit en briques avec un arc segmenté pour le passage de l'air chaud. Les deux premières pièces semblent avoir des fonctions différentes :
- La pièce I ne présente aucun vestige de bassin ou de siège suggérant qu'il s'agissait d'un bassin d'eau chaude. C'est pourquoi on a émis l'hypothèse qu'il s'agissait d'un asse cella ou d'un laconicum, un sauna. Les angles de la pièce sont épaissis pour accueillir la voûte. Le côté ouest présente une niche centrale qui pouvait contenir un meuble, un siège, un bassin ou une fenêtre donnant sur le jardin. Les colonnes soutenant l'hypocauste sont rondes ou carrées, et le sol qu'elles soutiennent est construit avec une base en briques épaisses et en chaux, recouverte de fines dalles de marbre.
- La pièce II est identifiée comme un bassin d'eau chaude (calidaria) car elle présente un double siège en maçonnerie au nord, séparé par un dossier recouvert de fines dalles de marbre. La pièce présente un hypocauste au sol carré en briques. Les colonnes sont identiques à celles de la salle précédente. Les murs étaient enduits et décorés de pilastres de mortier ; ils étaient également tapissés de tuyaux rectangulaires formant l'hypocauste. Entre les murs et le plafond (ou la voûte) se trouvait une corniche en maçonnerie décorée de motifs végétaux.

La fonction des salles VI et VIII est difficile à interpréter, mais il est plausible qu'il s'agisse de passages, de vestiaires ou de salles de massage (opodyteria)[11].
Un peu au nord de ces thermes, juste en face de l'hôpital actuel, ont été découvertes deux salles qui devaient être des bassins d'eau froide (frigidaria) et une autre salle qui leur servait d'hypocauste. Ces salles sont situées sur deux niveaux différents et se terminent à l'est par un mur très épais (dont seules les fondations subsistent) qui devait présenter les thermes latéralement au cardo maximus. Cette technique a également été utilisée dans les autres salles thermales découvertes, ce qui suggère que le complexe devait être unique et de taille considérable, avec sa façade principale orientée vers le forum.
L'un des bassins conserve presque intacte la maçonnerie et le siège en brique le long du mur sud. Le sol de chacune des deux frigidaria est recouvert d'une mosaïque[12].

#### Mosaïque des thermes
La mosaïque d'Arion recouvre le sol de l'une des deux frigidaria. Elle est aujourd'hui fortement endommagée et découpée par la construction de l'ancien hôpital Santo Spirito. La frise aux diverses bandes de motifs géométriques, le motif central représentant un personnage chevauchant un dauphin (c'est d'ailleurs pour cette raison que Girolamo Rossi l'a baptisé du nom d' Arion), ainsi que d'autres décorations (poissons, soleil, étoiles, etc.) sont encore relativement intacts. La mosaïque est composée de carreaux noirs et blancs de moyenne et grande taille.
La mosaïque du bassin nord, située environ 96 cm plus bas, comporte 32 panneaux décorés de divers motifs végétaux combinés (croix, rosaces, feuilles simples ou lancéolées). Une bande multiple encadre l'ensemble de la mosaïque, composée de petits carreaux noirs et blancs.[13]

#### Mosaïque des Saisons
Le port d'Albinitmilium devait être situé sur la côte de Nervia, comme le suggère la saillie formée par les murs à cet endroit : ce type de structure était présent dans d'autres ports romains. Sur le côté sud, une mosaïque polychrome à motifs géométriques représentant les quatre saisons sous une forme anthropomorphe a été mise au jour en 1852. La mosaïque se trouvait dans un bâtiment sans lien direct avec l'activité portuaire.[14] Cette mosaïque a été entièrement détruite le lendemain de sa découverte, et il ne reste qu'un petit panneau contenant le buste de l'une des saisons, exposé à l'Antiquarium d'État de Nervia.[15]

#### Les remparts
Les remparts de la ville, construits en petits galets liés à la chaux, mesuraient environ 2,30 mètres de large et encadraient un plan urbain légèrement trapézoïdal (environ 400 x 600 mètres). Trois côtés sont connus avec certitude :
- Côté sud : face à la mer, au centre duquel une porte en arc en plein cintre, rebaptisée « Porta Marina », a été découverte en 1885. Elle mesurait 1,70 mètre de large et menait au Cardo Maximus.
- Côté ouest : partiellement détruit pour la construction du théâtre. Il est intéressant car, au sud, il présente les vestiges d'une structure défensive de l'époque républicaine.
- Côté nord : une partie de ce côté est occupée par la Porta Praetoria, également connue sous le nom de « Porta di Provenza ». Cette porte, située derrière le théâtre, se compose de deux tours circulaires en retrait l'une de l'autre, avec un escalier d'accès et une place d'armes intérieure. Elle comportait également trois arches, la partie centrale étant la seule suffisamment large pouvant accueillir des véhicules. De là, un escalier menait à la partie supérieure des remparts. Sa fonction défensive perdura jusqu'au milieu de l'époque impériale.

Le côté oriental des remparts, censé relier le port à la colline, est indéterminé ; il est probable que deux côtés se soient réunis pour former une avancée afin de défendre le port, la mer étant beaucoup plus proche des remparts qu'aujourd'hui. Le tracé des remparts remonte au Ier siècle av. J.-C., probablement entre 80 et 60, et il n'est pas exclu qu'il soit lié à l'action de César lors de la conquête de la Gaule[16].

## Site archéologique
Le site archéologique se trouve à 1 km du centre de Vintimille et comprend les principaux monuments de la ville romaine : le théâtre, les thermes, la muraille et les portes de la ville.
L'antiquarium est situé au milieu du site archéologique.

## Musée
Dans le site archéologique se trouve le musée appelé  Antiquarium tandis que le Musée archéologique de Vintimille (Museo Civico Archeologico Girolamo Rossi en italien) est installé à proximité de la vieille ville, dans le fort de l'Annunziata dominant la mer. 
Il présente de riches collections d'archéologie concernant Albintimilium et sa région.